# 6928 Lanna
6928 Lanna este un asteroid din centura principală de asteroizi.

## Descriere
6928 Lanna este un asteroid din centura principală de asteroizi. A fost descoperit pe 11 octombrie 1994 la Observatorul Kleť de Miloš Tichý. Asteroidul prezintă o orbită caracterizată de o semiaxă mare de 2,68 ua, o excentricitate de 0,24 și o înclinație de 6,6° în raport cu ecliptica.